# Casaletto di Sotto
Casaletto di Sotto è una frazione del comune cremonese di Cingia de' Botti, costituita da una cascina posta a sud-est del centro abitato.

## Storia
La località era una comunità residente in un gruppetto di fattorie del Contado di Cremona con 68 abitanti a metà Settecento.
La riforma amministrativa della Lombardia decisa dall’imperatrice Maria Teresa nel 1757 soppresse il comune annettendolo a Cingia de' Botti, ma una speciale dispensa continuò a configurarlo separatamente ai fini censuari, con confini ufficialmente definiti.